# Domus dei Dioscuri
La domus dei Dioscuri (III,IX,1) è una domus romana che si trovava nella regio III della città romana di Ostia.

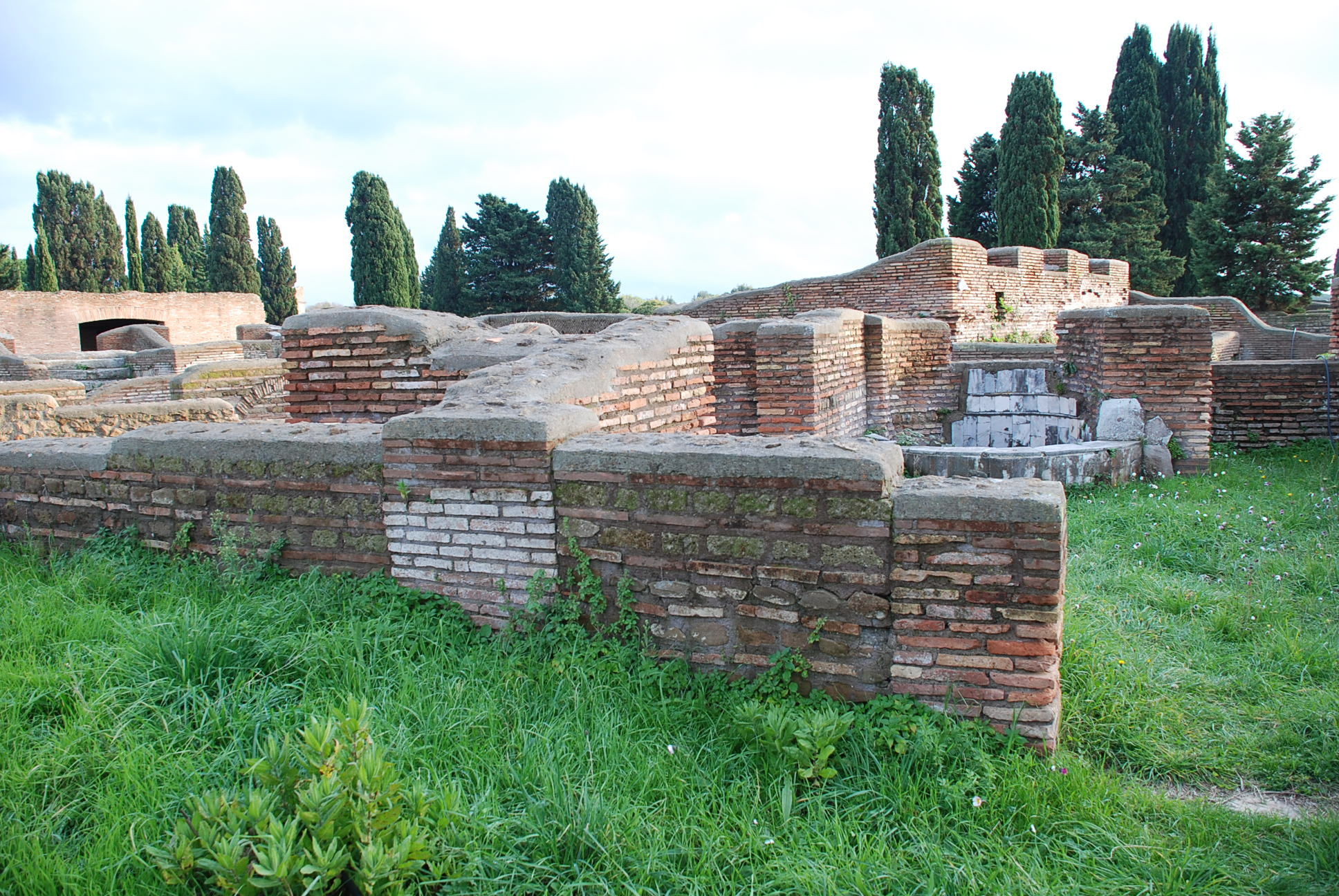
Resti della domus

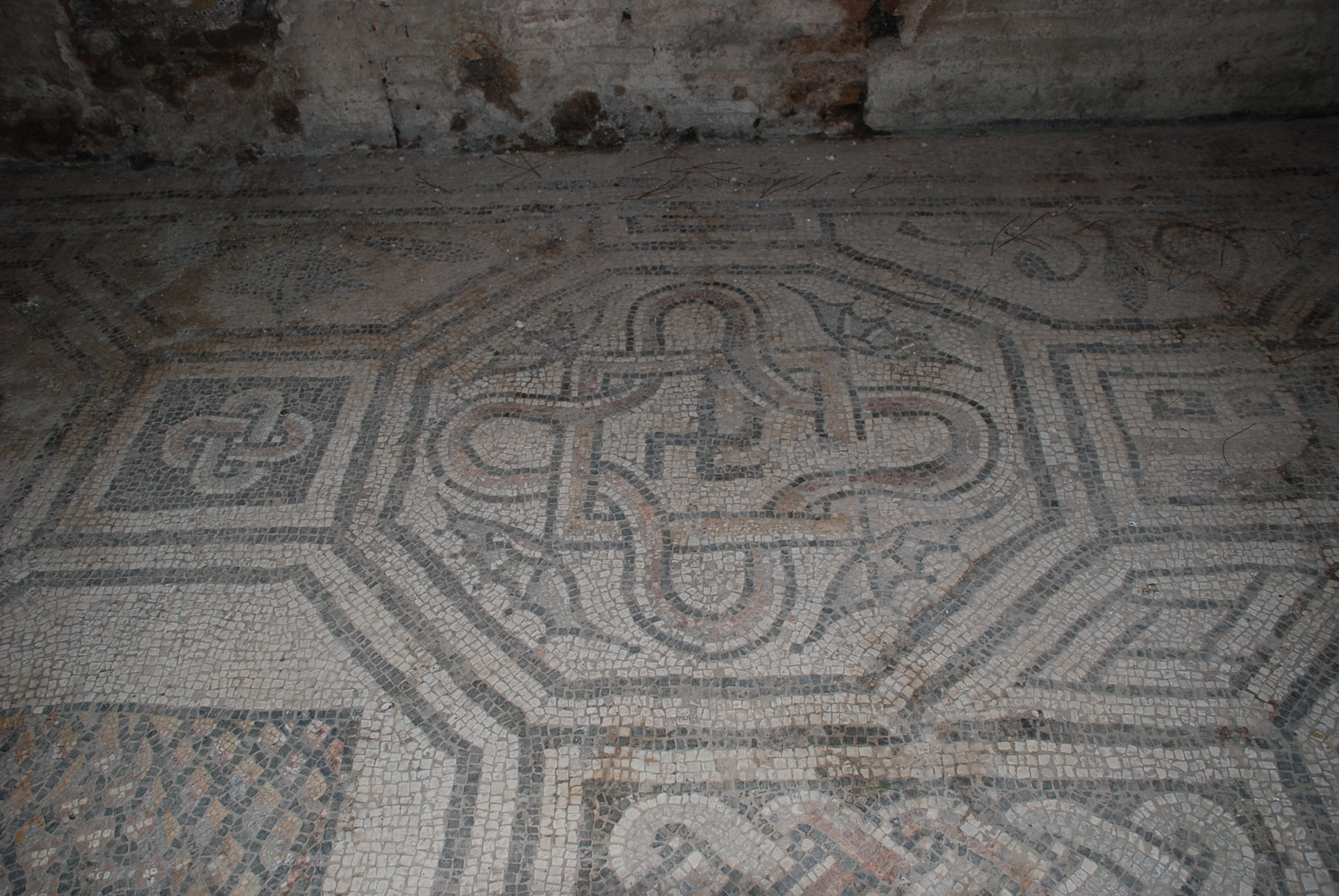
Dettaglio del mosaico

## Descrizione
Questa ricca domus romana, così chiamata per un mosaico con al centro i Dioscuri nella grande sala di ricevimento, occupa la porzione più esterna a sud-est delle Case a giardino, con il vestibolo su via delle Volte Dipinte. Dotata di almeno due piani, risale all'inizio del V secolo d.C., quando fu costruita sopra pre esistenti appartamenti e taberne, edificati nel II secolo d.C. .
La domus esternamente è isolata dalle vie circostanti da un lungo muro, cui all'interno corrisponde un lungo corridoio, attraverso il quale si accede ai vari abienti della casa, che  risulta funzionalmente divisa tra stanze destinate ad abitazione, ed ambienti utilizzati per le terme private, con al centro una grande sala di rappresentanza con un mosaico di pregevole fattura, dove è raffigurata Venere Anadiomene in una conchiglia sostenuta da due tritoni, circondata da Nereidi.

In altre due stanze vicine si sono conservati un mosaico policromo con ottagoni e piante stilizzate, e un mosaico geometrico in bianco e nero, dove è raffigurato anche un ramo di palma e le lettere PE, che molto probabilmente stanno per San Pietro. Si crede che questa casa sia stata abitata da un funzionario che lavorava per l'approvvigionamento di grano, in un periodo in cui Roma era minacciata dalle invasioni barbariche. Degno di nota il fatto che in un periodo così tardo siano raffigurate divinità pagane.